# فیلم درجه ب

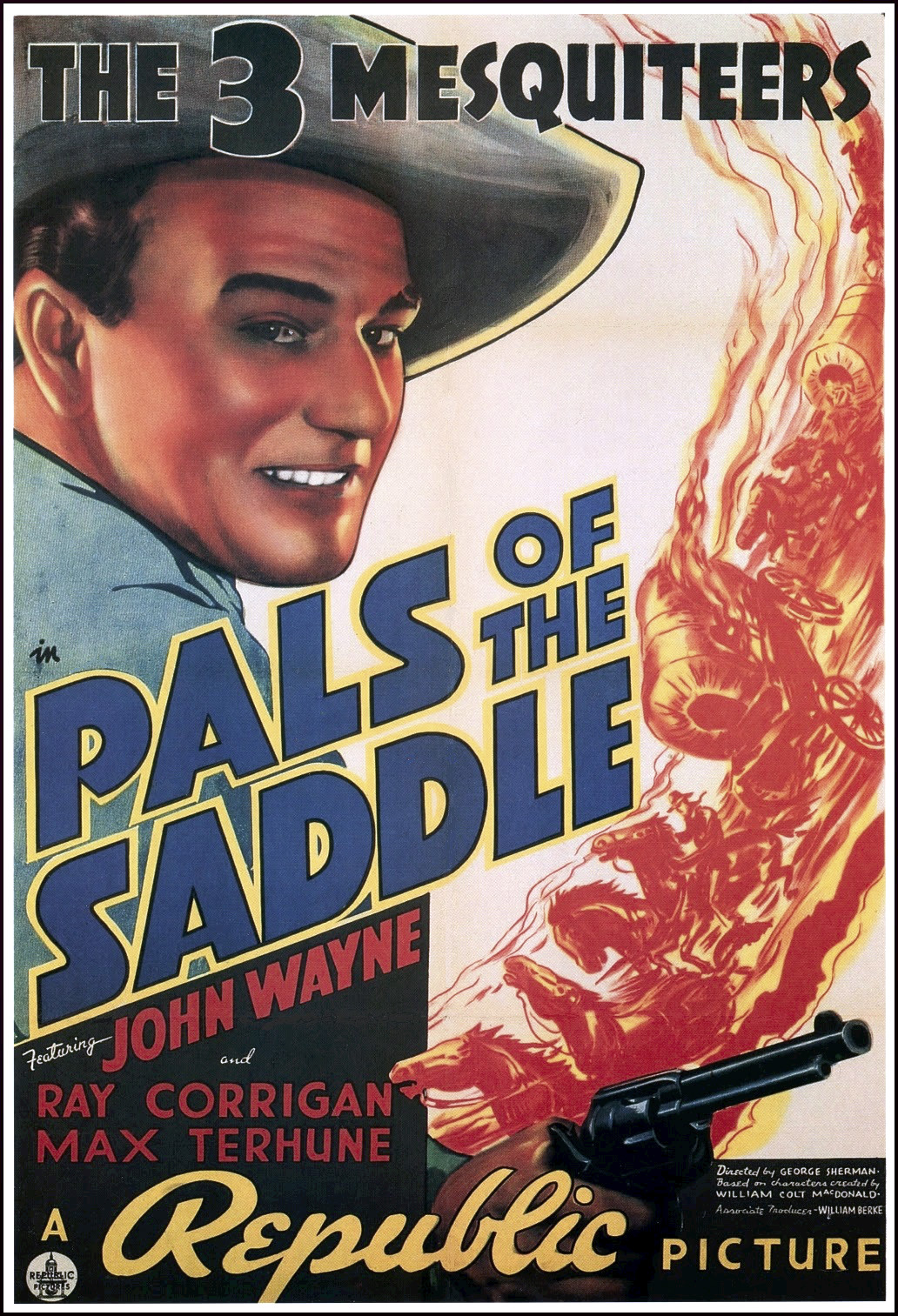
فیلم نخل های زین(۱۹۳۸) که یک فیلم درجه ب بود.

فیلم درجه ب (به انگلیسی: B movie) درجه‌ای برای فیلمهای تجاری است که با بودجهٔ پایین ساخته می‌شوند و همچنین در زمرهٔ فیلم‌های هنری و فیلم‌های پورنو نیستند. ریشهٔ اولیهٔ این‌گونه فیلم‌ها را می‌توان در سینمای هالیوود و دورهٔ طلایی آن جست. هرچند تولید فیلم‌های درجهٔ ب در آمریکا، در اواخر دههٔ ۱۹۵۰ میلادی متوقف شد، گزارهٔ «فیلم درجه ب» امروزه در گستره‌ای وسیع‌تر از پیش مورد استفاده قرار گرفته‌است. فیلم‌های درجهٔ ب در گونه‌های مختلفِ سینما تولید می‌شوند. درحالی‌که گونهٔ وسترن ستون و پایهٔ اصلی فیلم‌های درجه ب بود، فیلم‌های کم‌بودجهٔ علمی-تخیلی و وحشت در دههٔ ۱۹۵۰ میلادی به محبوبیت بیشتری دست یافتند.

## تاریخچه
هرچند استفادهٔ کلی از اصطلاح «فیلم درجه ب» در پیش از دههٔ ۱۹۳۰ میلادی آشکار نیست، لیکن مفهومی مشابه برقرار بود. در سال‌های ۱۹۲۷ و ۱۹۲۸ میلادی و پایان سینمای صامت، هزینهٔ تولید یک فیلم متوسط در دامنهٔ بین ۱۹۰هزار دلار در استودیوی فاکس قرن بیستم تا ۲۷۵ هزار دلار در مترو گلدوین مایر بود و در کنار این‌گونه تولیدها، فیلم‌هایی خاص با بودجهٔ بیش از ۱میلیون و فیلم‌های با بودجهٔ نزدیک به ۵۰هزار دلار نیز تولید می‌شدند. این فیلم‌های کم‌بودجه، امکانِ پرداختن به مسائل مهم‌تر و تولید فیلم‌های با کیفیت بیشتر را در کنار ساخت فیلم‌های تجاری و درآمدزا فراهم می‌آورَد.